# Alfons 1. af Aragonien
Alfons 1. (aragonsk: Alifonso I; spansk: Alfonso I), kaldet Alfonso 1. Krigeren (aragonsk: Alifonso lo Batallero; spansk: Alfonso el Batallador) (1073 eller 1074 – 7. september 1134) var konge af Aragonien og Navarra fra 1104 til 1134.
Alfons var en yngre søn af kong Sancho Ramírez. Han arvede tronerne i Aragonien og Navarra efter sin barnløse storebror, Kong Peter 1., ved dennes død i 1104. I løbet af sin regeringstid erobrede han Zaragoza fra maurerne i 1118 og indtog Ejea de los Caballeros, Tudela, Calatayud, Borja, Tarazona, Daroca og Monreal del Campo som en del af Reconquista. Han blev efterfulgt som konge af sin lillebror, Ramiro 2.